# クリュニー
クリュニー （Cluny）は、フランス、ブルゴーニュ＝フランシュ＝コンテ地域圏ソーヌ＝エ＝ロワール県のコミューン。クリュニー修道院の所在地として知られる。

## 地理
クリュニーは、シャロン＝シュル＝ソーヌとマコンの間に位置する。

## 由来
Cluniacusという名称が825年に現れている。
-akoとはガリア語で位置、場所を意味し、先行詞のcluniaは草原を意味する。cluniaは湿ったところを意味するklopni-から派生したclouniaに起源をさかのぼる。この言葉は島のケルト人の地で、同じ属性を持つ古アイルランド語のclúainとなっている。

## 出身者
- ピエール＝ポール・プリュードン